# 里梅卡爾瓦內冰原島峰
72°3′S 13°38′E / 72.050°S 13.633°E
里梅卡爾瓦內冰原島峰（德語：Rimekalvane），是南極洲的冰原島峰，位於毛德皇后地的阿斯特里德公主海岸，處於德克菲耶爾蘭塔內丘陵以東7公里，由德國探險隊拍攝空中照片，現時由南極條約體系管理。